# Alp Yalman
Alp Yalman (Istanboel, 1 januari 1940) is een Turks zakenman en voormalig voorzitter van Galatasaray SK. Hij volgde Ali Tanriyar op.
Hij werd verkozen als voorzitter van de club in 1990 en behield deze positie gedurende zes jaar. In 1996 werd hij opgevolgd door Faruk Süren.
Onder zijn voorzitterschap won de club zowel de Süper Lig, de Turkse Cup als de Turkse Supercup twee keer.

## Trainers onder Yalman
- Mustafa Denizli
- Karl-Heinz Feldkamp
- Reiner Hollmann
- Reinhard Saftig
- Graeme Souness